# Stertinius
Stertinius Simon, 1890 è un genere di ragni appartenente alla famiglia Salticidae.

## Distribuzione
Delle 12 specie oggi note di questo genere ben 9 sono diffuse in Indonesia (5 specie sono endemiche della sola Celebes); due sono state rinvenute in Asia orientale: la S. kumadai in Giappone e la S. pilipes nelle Filippine. Infine, la S. dentichelis è endemica delle isole Marianne, in piena Oceania.

## Tassonomia
A dicembre 2010, si compone di 12 specie:
- Stertinius balius (Thorell, 1890) — Sumatra
- Stertinius capucinus Simon, 1902 — Giava
- Stertinius cyprius Merian, 1911 — Celebes
- Stertinius dentichelis Simon, 1890[2] — Isole Marianne
- Stertinius kumadai Logunov, Ikeda & Ono, 1997 — Giappone
- Stertinius leucostictus (Thorell, 1890) — Sumatra
- Stertinius magnificus Merian, 1911 — Celebes
- Stertinius niger Merian, 1911 — Celebes
- Stertinius nobilis (Thorell, 1890) — Celebes
- Stertinius patellaris Simon, 1902 — Arcipelago delle Molucche
- Stertinius pilipes Simon, 1902 — Filippine
- Stertinius splendens Simon, 1902 — Celebes

### Specie trasferite
- Stertinius incitatus (Thorell, 1890); trasferita al genere Bianor Peckham & Peckham, 1886, con la denominazione Bianor incitatus Thorell, 1890, a seguito di uno studio dell'aracnologo Logunov del 2001[1].